# Gilbert Baker (Künstler)

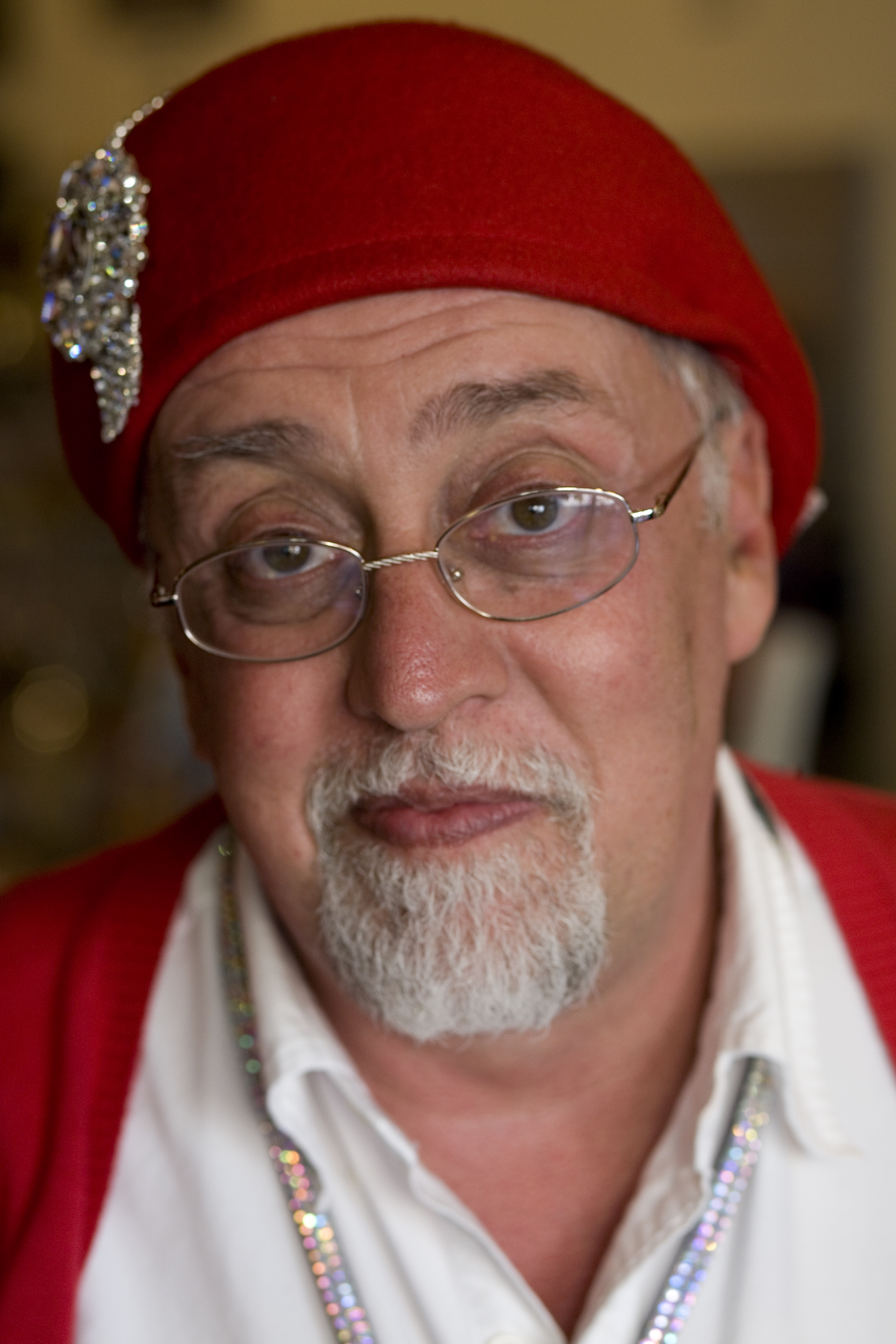
Gilbert Baker (2012)

Gilbert Baker (geboren 2. Juni 1951 in Chanute, Kansas; gestorben 31. März 2017 in New York City) war ein US-amerikanischer Künstler und Aktivist der Lesben- und Schwulenbewegung. Er entwarf 1978 die Regenbogenfahne als deren weltweites Symbol.

## Leben
Gilbert Baker wuchs zusammen mit seiner Schwester Ardonna in Parsons, Kansas, als Sohn einer Lehrerin und eines Richters auf. Seine Großmutter war dort Inhaberin einer Damen-Boutique. Er verbrachte ein Jahr im College, bevor er von 1970 bis 1972 in der US Army diente. Als stationierter Soldat  in San Francisco erlebte er die Anfänge der Frauen-, Bürgerrechtler- und Schwulenbewegung. Nach seiner ehrenvollen Entlassung aus der Army brachte er sich selbst das Schneiderhandwerk bei. 
1978 kreierte Baker die erste Auffassung der Regenbogenflagge als Mitglied eines Schwulenbewegungskollektivs. Er weigerte sich das Muster zu schützen, da er es als Symbol der LGBT-Gemeinschaft sah.
Ab 1979 arbeitete er bei der Paramount Flag Company in San Francisco. Er fertigte unter anderem Entwürfe für Dianne Feinstein, den Premierminister Chinas, die Staatspräsidenten von Frankreich, Venezuela und der Philippinen sowie den König von Spanien. Ebenso designte er Kreationen für diverse zivilgesellschaftliche Anlässe und die San Francisco Gay Pride. Im Jahr 1984 entwarf er Fahnen für die Democratic National Convention. 
1994 zog Baker nach New York City, wo er bis zu seinem Tod lebte. Im selben Jahr schuf er aus Anlass des 25. Jahrestages der Stonewall Riots von 1969 die damals weltgrößte Flagge. 2003 überbot er seinen eigenen Rekord mit einer Regenbogenfahne, die sich über 1,25 Meilen (ca. 2 km) vom Golf von Mexiko bis nach Key West am Atlantik erstreckte. Teilstücke dieser Flagge sandte er anschließend an 100 Städte auf der Welt. 
Baker benutzte oft den Drag-Queen-Namen „Busty Ross“. Der Name bezieht sich auf Bakers Schöpfung der Regenbogenfahne und schafft eine Verbindung zu Betsy Ross, die die erste Flagge der Vereinigten Staaten genäht haben soll. Gilbert Baker starb im Alter von 65 Jahren an seiner Herz-Kreislauf-Erkrankung infolge von Bluthochdruck.

## Trivia
Am 2. Juni 2017, Bakers 66. Geburtstag und 63 Tage nach dessen Tod, veröffentlichte Google ein Doodle mit der Regenbogenfahne, um ihm Respekt zu zollen.
Am 17. März 2025 wurde ein Asteroid nach ihm benannt: (429733) Gilbertbaker.